# Étienne Mourrut

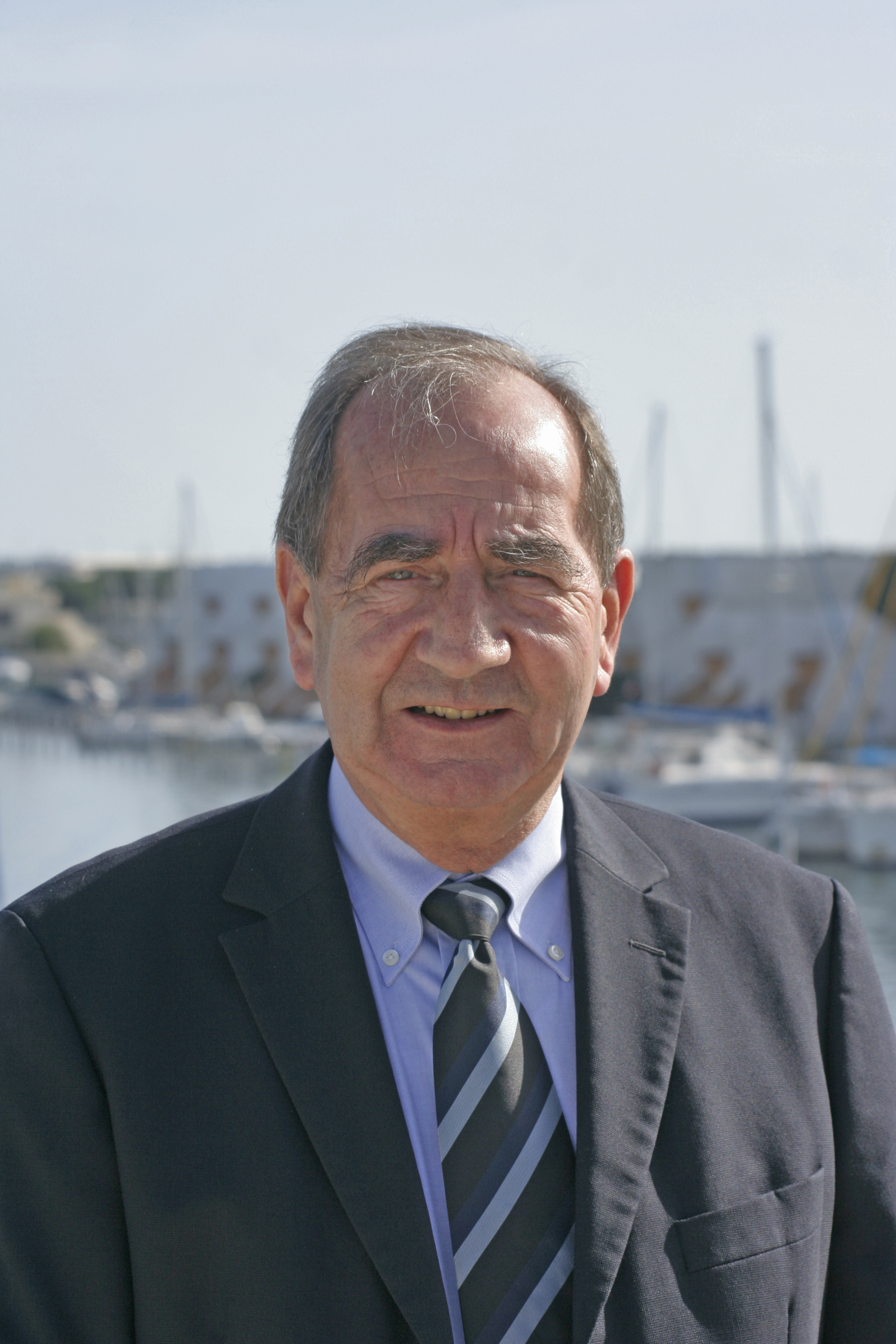
Étienne Mourrut.

Étienne Mourrut (Le Grau-du-Roi, 4 december 1939 – Montpellier 19 oktober 2014) was een Frans politicus, en van 17 juni 2002 tot 17 juni 2012 afgevaardigde namens het departement Gard. Daarna was hij burgemeester van Le Grau-du-Roi.
- Bibliothèque nationale de France: cb16575783z (data)
- International Standard Name Identifier: 0000 0003 6582 5153
- Système universitaire de documentation: 159002982
- Virtual International Authority File: 231980364